# Victor Arago
Pour les articles homonymes, voir Arago.
Pierre, Jean, Victor Arago (né à Estagel le 8 avril 1792 et mort à Versailles le 11 avril 1867) est un militaire français.

## Biographie

### Famille
Victor Arago est le huitième enfant de François Bonaventure et Marie Arago. Polytechnicien, il effectue de brillantes études avant de partir combattre en Espagne, puis suit diverses affections militaires en France.

### Carrière militaire
En 1832, il est l'auteur d'un fait d'armes mémorable lors du siège de la citadelle d'Anvers : bien qu'en difficulté, il parvient, avec ses hommes, à être le premier dans la citadelle sans perdre un homme. Le duc d'Orléans, à qui il est présenté pour cet exploit, s'exclame « On le voit bien, c'est un Arago ».
En 1848, il échoue à devenir député des Pyrénées-Orientales : trois de ses frères le sont déjà, il lui est objecté que cela ferait « trop d'Arago ». Il devient commandant de la garnison de Perpignan, puis de celle de l'île d'Aix. Restant proche de sa famille, il soutient financièrement son frère Étienne lorsque celui-ci éprouve des difficultés pour entretenir son théâtre.
Le quotidien de sa vie militaire est peu connu, les archives le concernant ayant été perdues.
Chef d'escadron d'artillerie en retraite à sa mort et Officier de la Légion d'honneur, mort en sa demeure 60 rue du Plessis à Versailles. Il avait épousé Charlotte Claire Vorget de Voislemont (1803) dont deux fils Victor Joseph Arago (1832), capitaine au 9ème régiment d'infanterie de ligne en 1867, dmt à Paris et Nicolas Emmanuel Arago (1840) entrepreneur des tabacs de Versailles y dmt.